# Veverské Knínice
Veverské Knínice jsou obec v okrese Brno-venkov v Jihomoravském kraji. Leží na rozhraní Boskovické brázdy a Křižanovské vrchoviny, zhruba dvacet kilometrů západně od Brna. Veverské Knínice sousedí na západě s Javůrkem, na severovýchodě se Hvozdcem a na jihu s Říčany a Ostrovačicemi. Na východě se rozkládá zalesněná oblast přírodního parku Podkomorské lesy. Žije zde 991 obyvatel.

## Název
Název Knínice je odvozen od staročeského knienie (patřící kněžně) přidáním čelední přípony. Historické jméno vesnice je Německé Knínice či Německé Kynice; k přejmenování došlo až po druhé světové válce vyhláškou ministra vnitra. Od roku 1947 tak platí jméno Veverské Knínice.

## Historie
První dochovaná zmínka o Německých (Veverských) Knínicích se nalézá v listině z roku 1233, v níž je zmiňován cisterciácký klášter Porta Coeli založený o tři roky dříve Konstancií Uherskou, vdovou po Přemyslu Otakarovi I. Knínice patřily klášteru a místní obyvatelé se stali jeho poddanými.
Později (do roku 1849) patřily Knínice k veverskému panství. Po vzniku okresů (1850) spadaly do působnosti okresu Rosice, později okresu Brno-venkov.

## Obyvatelstvo
Po třicetileté válce měla obec 56 domů, z nich bylo pouze 36 obydlených. V roce 1790 měla obec 72 domů a 463 obyvatel.
| Rok            | 1869 | 1880 | 1890 | 1900 | 1910 | 1921 | 1930  | 1950 | 1961 | 1970 | 1980 | 1991 | 2001 | 2011 | 2021 |
| -------------- | ---- | ---- | ---- | ---- | ---- | ---- | ----- | ---- | ---- | ---- | ---- | ---- | ---- | ---- | ---- |
| Počet obyvatel | 733  | 844  | 833  | 862  | 947  | 968  | 1 030 | 900  | 939  | 895  | 847  | 827  | 813  | 912  | 956  |
| Počet domů     | 105  | 113  | 124  | 137  | 159  | 170  | 213   | 241  | 243  | 242  | 234  | 269  | 281  | 296  | 330  |

Vývoj počtu obyvatel

## Obecní správa

### Obecní symboly
Znak a vlajka byly obci uděleny rozhodnutím předsedy Poslanecké sněmovny Parlamentu České republiky dne 4. června 1998.

## Pamětihodnosti
Do Veverských Knínic vede silnice lemovaná chráněnou alejí javorů mléč vysázených roku 1887. Stromořadí je registrováno pod jménem Alej u Veverských Knínic.
Na návrší při vjezdu do Knínic stojí jednolodní farní kostel svatého Mikuláše. Nejstarší část pochází z třetí čtvrtiny 13. století. Představěná čtyřboká věž s hodinami má výšku 33 metrů. Kousek níže na návsi stojí socha svatého Jana Nepomuckého z roku 1850.
Významný je také bývalý panský dvůr Na dědině, který patřil klášteru Porta coeli v Předklášteří.
V bezprostřední návaznosti na území katastru jsou vyhlášeny dva přírodní parky – přírodní park Podkomorské lesy a přírodní park Údolí Bílého potoka.